# Готовцев, Кирилл Андреевич
Кирилл Андреевич Готовцев (род. 17 июля 1987, Кимовск, Тульская область) — российский регбист, нападающий (проп и фланкер) клуба «Глостер» и сборной России по регби. Ранее борец вольного стиля, а также разгоняющий в бобслее. Мастер спорта России по вольной борьбе. Чемпион России 2015 года, трёхкратный обладатель Кубка России по регби, обладатель Кубка Премьершипа 2024 года.

## Биография

### Ранние годы
Родился в городе Кимовск, Тульская область. C 1988 по 2002 год проживал в с. Богучаны. В 1997 году в Богучанах Кирилл начал свой спортивный путь благодаря тренеру Александру Анатольевичу Потекину, открывшему секцию вольной борьбы. По окончании 9 классов школы № 3 получил приглашение тренера Александра Владимировича Донзаленко, тренироваться в одной из лучших спортивных школ России по вольной борьбе в г. Назарово. Окончив 11 класс СШ№7 г. Назарово поступил в Красноярское училище олимпийского резерва, окончив его в 2008 году. В 2017 году окончил КГПУ им. Астафьева.

### Вольная борьба
С 1997 по 2012 годы занимался вольной борьбой. Абсолютный чемпион России 2008 года. Бронзовый призер чемпионата России 2010 года. Обладатель Кубка Европы «Московские Звезды» 2011 в составе сборной России. Бронзовый призер международного турнира Гран-при Иван Ярыгин 2009 и 2010 годов. С 2006 по 2012 годы входил в сборную команду России.

### Бобслей
С 2012 по 2014 год занимался бобслеем. Начал выступления на Кубке России 2012 года в г. Сочи за команду Красноярского края. Этой же осенью выступал на Кубке Европы в составе сборной России.

### Регби

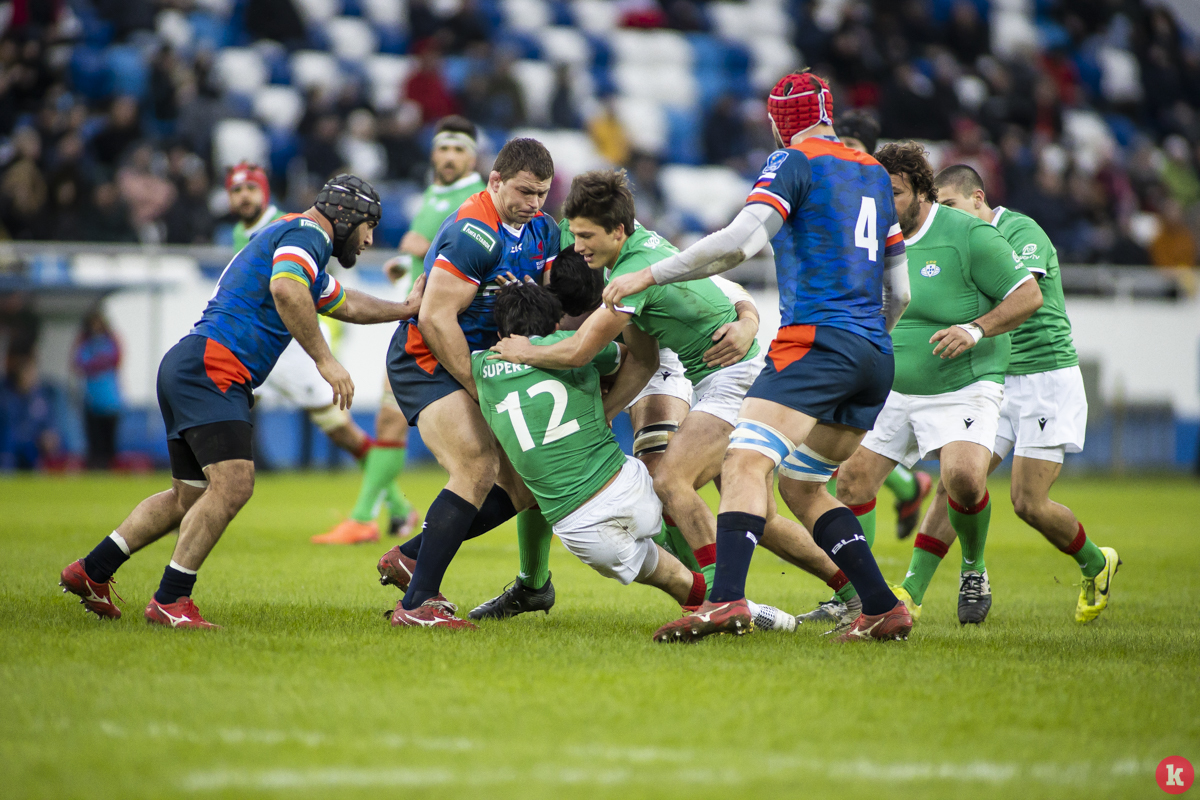
Готовцев (в центре, в синем) в борьбе против Португалии в феврале 2020

В 2014 году пришел в команду «Красный Яр». C 2015 года — в основном составе клуба, стал обладателем Кубка России и чемпионом России. По итогам сезона-2020 признан игроком года в «Красном Яре».
За сборную России дебютировал в 2015 году в матче против сборной Португалии. В следующий раз сыграл за сборную лишь в 2019 году. Попал в окончательную заявку на Кубок Мира 2019. Завершил карьеру в сборной в декабре 2021 года.
28 апреля 2021 года было объявлено о переходе Готовцева в английский «Глостер», где провёл первый сезон в качестве игрока основной обоймы, но в сезоне-2022/23 несколько утратил свои позиции и стал чаще выходить на замену.
15 марта 2024 года Кирилл Готовцев стал обладателем Кубка Премьершипа в составе английского «Глостера»: его клуб обыграл в финале «Лестер» со счётом 23:13, а Готовцев отыграл все 80 минут игрового времени и совершил восемь захватов.

## Достижения
«Красный Яр»
- Чемпионат России:
  -  Чемпион России: 2015
  -  Серебряный призёр чемпионата России: 2016, 2017, 2018, 2019
- Кубок России:
  -  Обладатель Кубка России: 2015, 2018, 2019
- Суперкубок России
  -  Обладатель Суперкубка России: 2016

«Глостер»
- Кубок Премьершипа по регби:
  -  Обладатель Кубка Премьершипа: 2024
- Европейский кубок вызова:
  -  Финалист Кубка вызова: 2023/24